# Thijs Aarten
Thijs Aarten (13 januari 1961) is een  is een voormalig Nederlands profvoetballer die in het seizoen 1980/81 uitkwam voor PEC Zwolle. Hij speelde als doelman.

## Statistieken
| Seizoen | Club       | Land      | Competitie | Wed. | Goals |
| ------- | ---------- | --------- | ---------- | ---- | ----- |
| 1980/81 | PEC Zwolle | Nederland | Eredivisie | 2    | 0     |
| Totaal  | Totaal     | Totaal    | Totaal     | 2    | 0     |